# Galinha Pintadinha 4
Galinha Pintadinha 4 é o quarto álbum do projeto infantil Galinha Pintadinha, lançado em 2014 com produção Bromélia Filminhos e pela gravadora Som Livre.

## História
Em 28 de dezembro de 2006, os publicitários Juliano Prado e Marcos Luporini decidiram adicionar uma animação infantil no site YouTube para apresentação a alguns produtores de um canal infantil de São Paulo, pois não teriam como comparecer a reunião.
Os executivos não aprovaram o vídeo, e a ideia inicial não vingou. Porém seis meses depois, a dupla, que não havia removido o vídeo do site, percebeu que o número de visualizações estava bastante expressivo, cerca de 500.000 visualizações.
Percebendo a possibilidade de sucesso, o projeto seguiu adiante em 2009 com a criação do DVD "Galinha pintadinha e sua turma", que contava com animações em 2D com personagens infantis e músicas de domínio público, que incluiam cantigas de várias gerações.
Com o apoio da Som Livre, em 2010 a equipe criou o segundo DVD, intitulado "Galinha Pintadinha 2". Já no primeiro mês, foram mais de 100 mil cópias vendidas, o que levou a premiação com disco de platina duplo.
Em 2012, é lançado o terceiro DVD do projeto, seguindo a mesma linha dos dois anteriores, com cantigas de rodas clássicas. As músicas “Lava a Mão” e “Galinha Pintadinha 3” do respectivo DVD também estão presentes no musical lançado recentemente.
Em 2014, é lançado o quarto DVD do projeto, seguindo a mesma linha dos três anteriores, com cantigas de rodas clássicas. Algumas musicas de mais destaque do DVD são "Sambalelê" e "Noite de São João". Aqui tembém temos o clássico "Seu Lobato".

## Músicas[1]
| Faixa | Canções                        |
| ----- | ------------------------------ |
| 1     | Galinha Pintadinha 4           |
| 2     | Sambalelê                      |
| 3     | Bolha de Sabão                 |
| 4     | Noite de São João              |
| 5     | Os Pintinhos Dizem             |
| 6     | Vou Remando                    |
| 7     | Tumbalacatumba                 |
| 8     | Parabéns da Galinha Pintadinha |
| 9     | A Dança do Patinho             |
| 10    | Pimpom                         |
| 11    | Seu Lobato                     |
| 12    | Para Mamãe                     |
| 13    | Upa Cavalinho                  |
| 14    | Brilha Brilha Estrelinha       |

## Galinha Preta Pintadinha Volume 4
Uma paródia foi realizada por Marcelo Adnet, em 2015. Entre as faixas de destaque estão "Fui Tirar Uma Quizila" (Fui morar numa casinha), "Fui No Terreiro" (Formiguinha) e "Que Trazes Pra Mim".

## Certificações e vendas
| País         | Certificação | Vendas   |
| ------------ | ------------ | -------- |
| Brasil - PMB | 3× Diamante  | 900,000+ |